# Cass Motor Sales
Cass Motor Sales es un edificio comercial ubicado en 5800 Cass Avenue en Detroit, Míchigan. Se encuentra en el sector de Midtown y fue incluido en el Registro Nacional de Lugares Históricos en 1986.

## Historia
La Cass Motor Sales Company fue establecida en 1925 como un concesionario de automóviles Chrysler por Richard A. Cott, un inmigrante de Inglaterra. En 1928, Cott pagó aproximadamente 146 000 dólares para que se construyera este edificio. El arquitecto Charles N. Agree diseñó el edificio.
De 1928 a 1933, Cass Motor Sales vendió vehículos de Marmon Motor Company. Después de 1933, cuando Marmon cerró, Cass volvió a vender Chryslers. Cott murió en 1965 y en 1969 Cass Motor Sales dejó de operar. El edificio fue vendido a Dalgleish Cadillac, quien lo operó hasta que el concesionario cerró en 2010.
En 2015, fue renovado para convertirlo en un espacio comercial del primer piso que ahora ocupa la tienda insignia de Carhartt y el espacio de oficinas de arriba.

## Arquitectura
Cass Motor Sales es una estructura rectangular de tres pisos, que tipifica la arquitectura art déco aplicada a edificios comerciales. El edificio fue diseñado como una sala de exposición integrada, una oficina de ventas y un centro de servicios. Tiene una superficie de 15 500 m² distribuidos en 3 pisos.
El edificio tiene cuatro tramos de ancho, con cada tramo separado por columnas comprometidas. Tres tramos tienen el mismo tamaño; el cuarta, más pequeño, contiene una entrada para vehículos. La entrada peatonal está en el centro del tercer tramo. 
Originalmente tuvo una atractiva fachada de mármol negro y placas de colores, con el mármol corriendo a través de la base de las secciones del tramo, y paneles de metal de color negro que proporcionaban una separación decorativa entre el primer y segundo piso.
Las características notables de art déco incluyen el arco escalonado sobre la entrada y las ventanas del segundo piso y el patrón geométrico en el curso de cuerdas entre el segundo y tercer pisos y sobre la entrada principal.